# Septoria thecicola
Septoria thecicola är en svampart som beskrevs av Berk. & Broome 1863. Septoria thecicola ingår i släktet Septoria och familjen Mycosphaerellaceae.   Inga underarter finns listade i Catalogue of Life.